# Конституционный суд Португалии
Конституционный суд Португалии (порт. Tribunal Constitucional, произносится [tɾibuˈnaɫ kõʃtitusiuˈnaɫ]) — специальный суд, высший судебный орган конституционного контроля Португалии.
В отличие от остальных судов страны, конституционный суд выполняет особые функции. Основной задачей суда является проверка конституционности вновь принятых законов на соответствие положениям португальской конституции, также осуществляет контроль в отношении президента Республики, политических партий, проводимых выборов и референдумов.
Конституция Португалии определяет конституционный суд как полностью самостоятельный орган, который действует независимо от других ветвей власти, таких как исполнительная или законодательная. Судьи Конституционного суда независимы и не могут быть привлечены к ответственности. Решения суда стоят выше решений любого другого органа власти.
Суд заседает в Лиссабоне, во дворце Раттон, расположенном в Байрру-Алту.

## Организация
В состав суда входят тринадцать судей, десять из которых избираются Ассамблеей Республики, главной законодательной ветвью власти страны. Они должны быть избраны большинством в две трети голосов членов Ассамблеи. Остальные три — избираются уже избранными судьями. Из тринадцати судей шестеро должны быть выбраны из числа действующих судей высших судебных инстанций, остальные должны иметь как минимум юридическое образование. Срок полномочий судей составляет девять лет, они не могут быть переизбраны.
Конституционный суд избирает своего председателя и его заместителя, утверждает свои собственные правила, расписание и бюджет.
Председатель Конституционного суда (вместе с председателем Верховного суда) является четвёртым лицом в государственной иерархии Португалии (после президента Республики, председателя Ассамблеи Республики и премьер-министра в этом порядке) и обладает рядом полномочий, таких как приём заявок от кандидатов на пост президента Республики и председательствует на заседаниях Конституционного суда. Председателем суда по состоянию на 2021 год является Жуан Кауперс.

## Компетенция
Конституционный суд обладает следующими полномочиями:
- Обеспечивает соблюдение Конституции государственными органами и органами региональных автономий;
- Рассматривает и обеспечивает конституционность законов и не ратифицированных международных договоров;
- Объявляет о смерти президента либо его неспособности выполнять свои обязанности;
- Осуществляет общее руководство избирательным процессом, защищает избирательные права;
- Контролирует политические партии в части соблюдения ими требований законов, проверяет конституционность их уставов;
- Запрещает и распускает фашистские партии и организации;
- Выполняет предварительную проверку конституционности планируемых национальных и местных референдумов;
- Проверяет соответствие декларируемого имущества чиновников.

## Внешние ссылки
- Официальный веб-сайт